# قمة مجموعة العشرين عام 2013
هو لاجتماع الثامن لرؤساء مجموعة 20 مكان الاستضافة سوف يكون في قصر قسطنطين في سانت بطرسبرغ، روسيا بين 5 و 6 أيلول سبتمبر 2013.

## معرض زعماء المشاركين

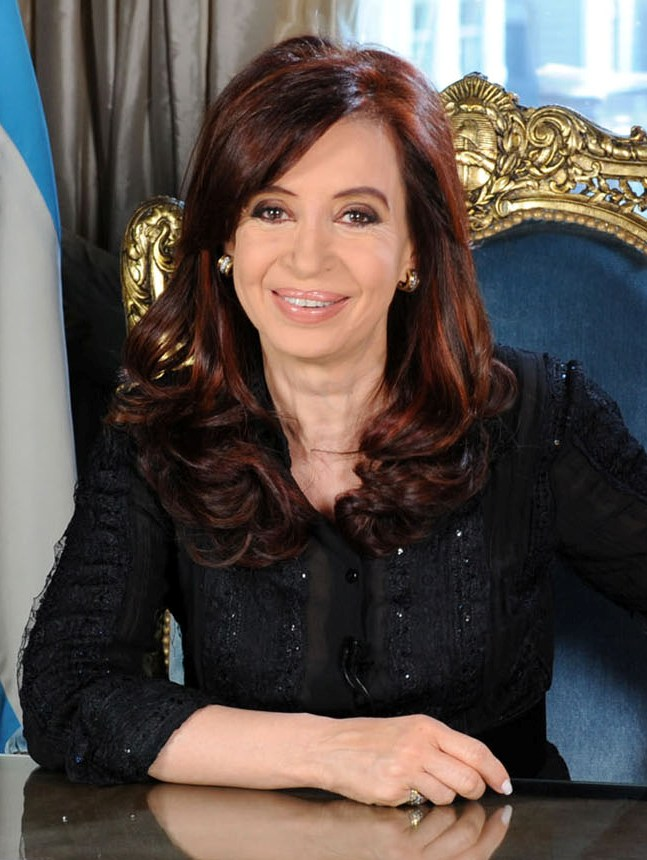
الأرجنتين كريستينا فرنانديز دي كيرشنر ، الرئيس
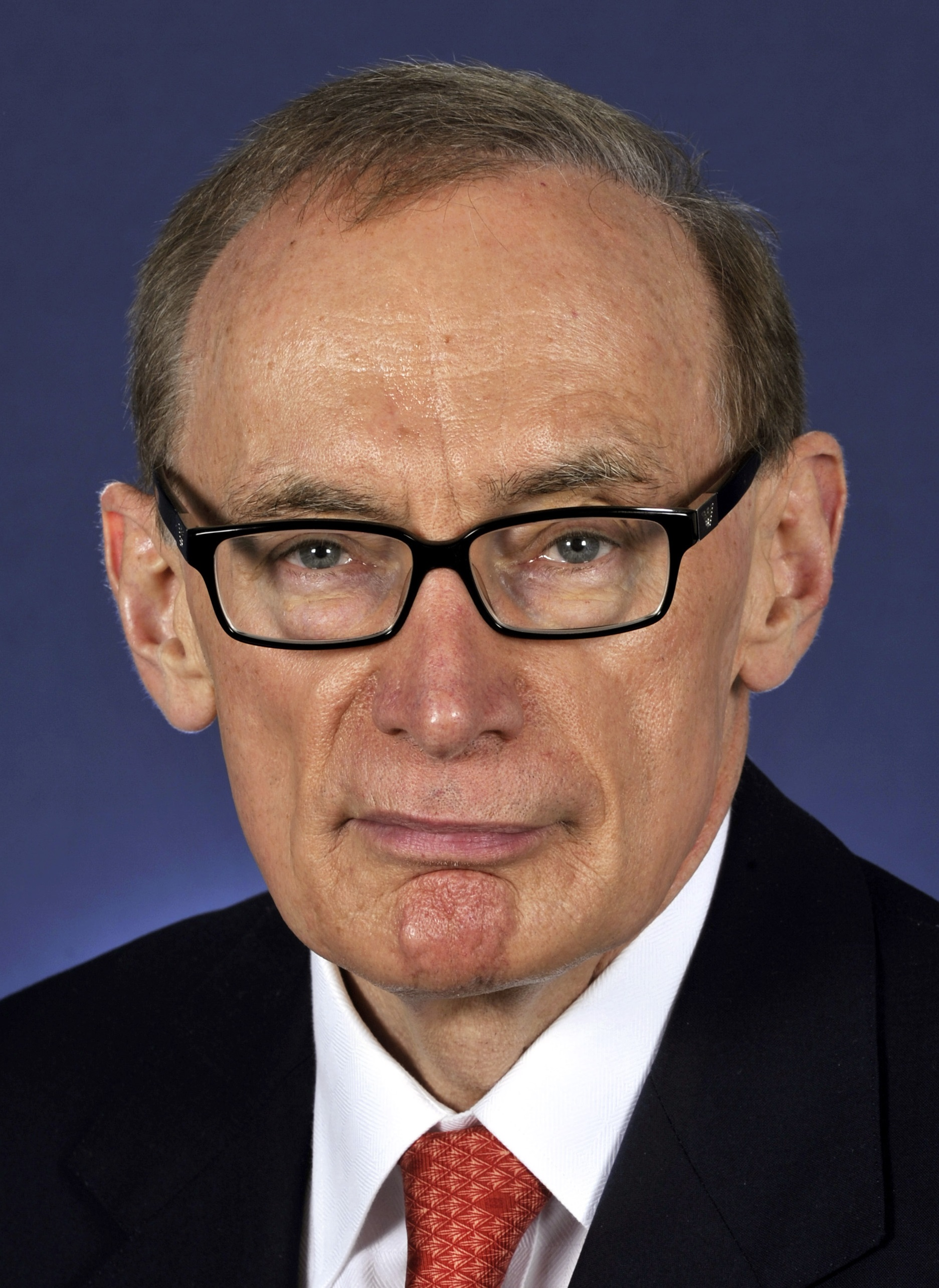
أستراليا بوب كار ، وزير الشؤون الخارجية
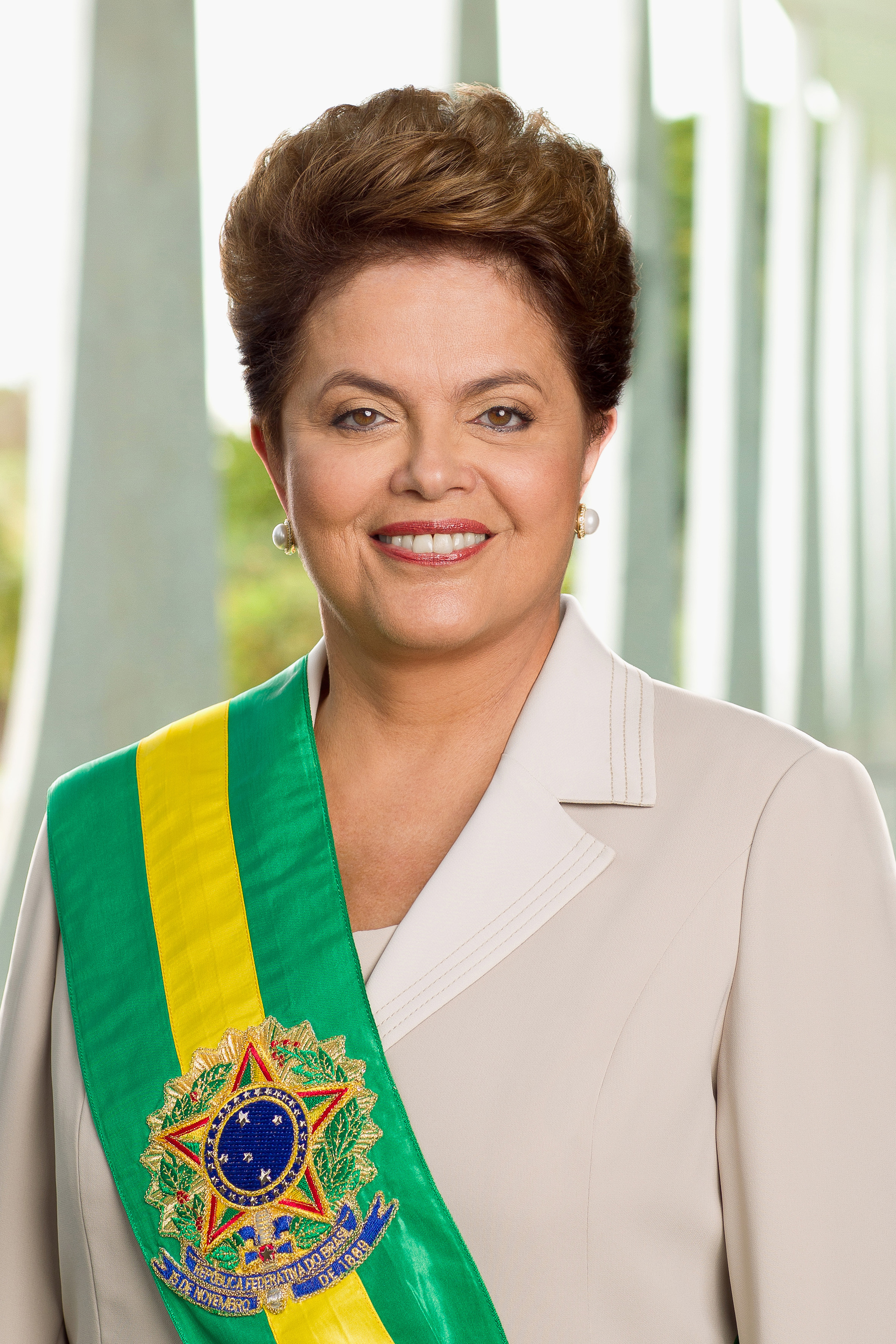
البرازيل ديلما روسيف ، الرئيس
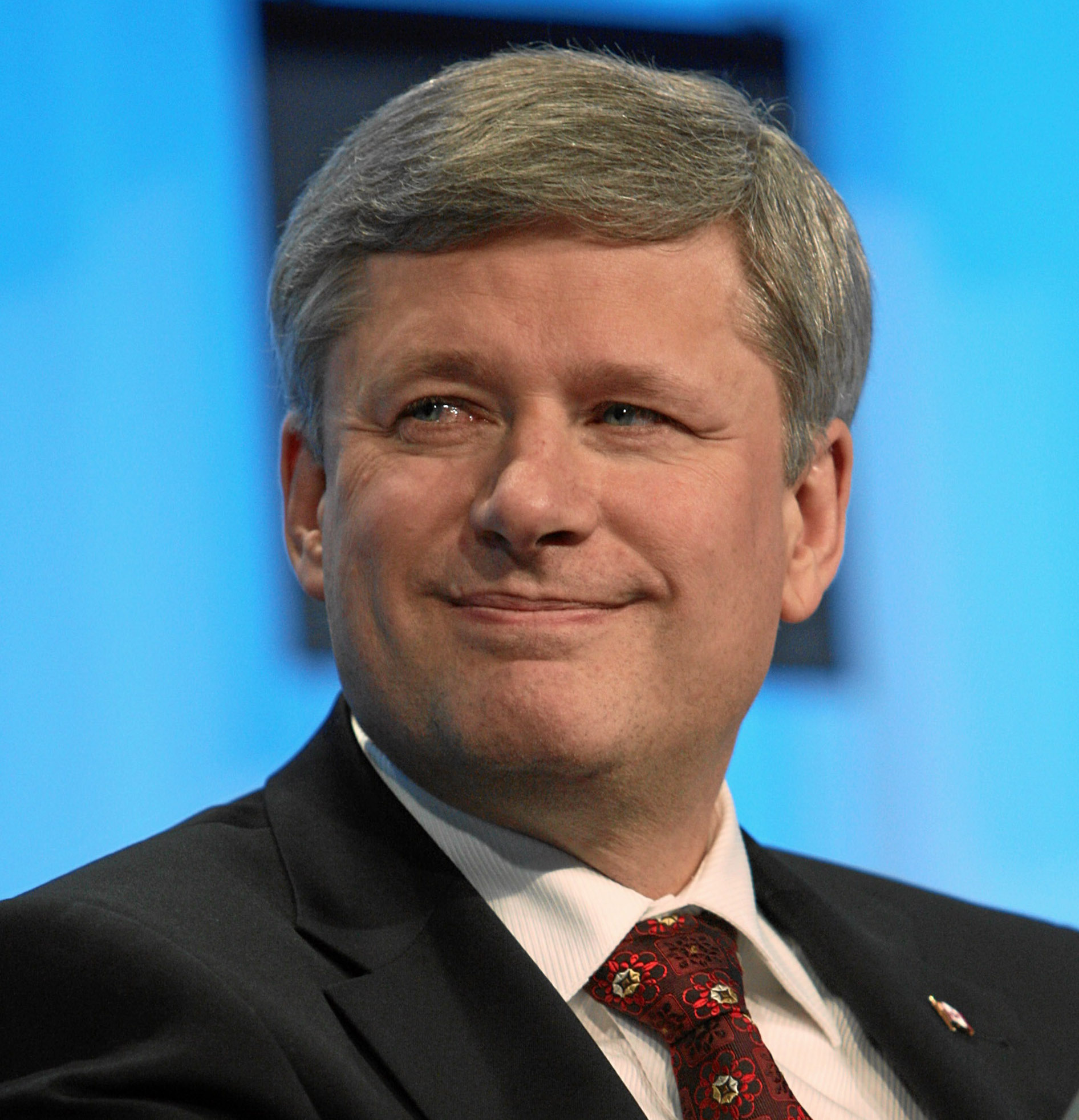
كندا ستيفن هاربر ، رئيس الوزراء
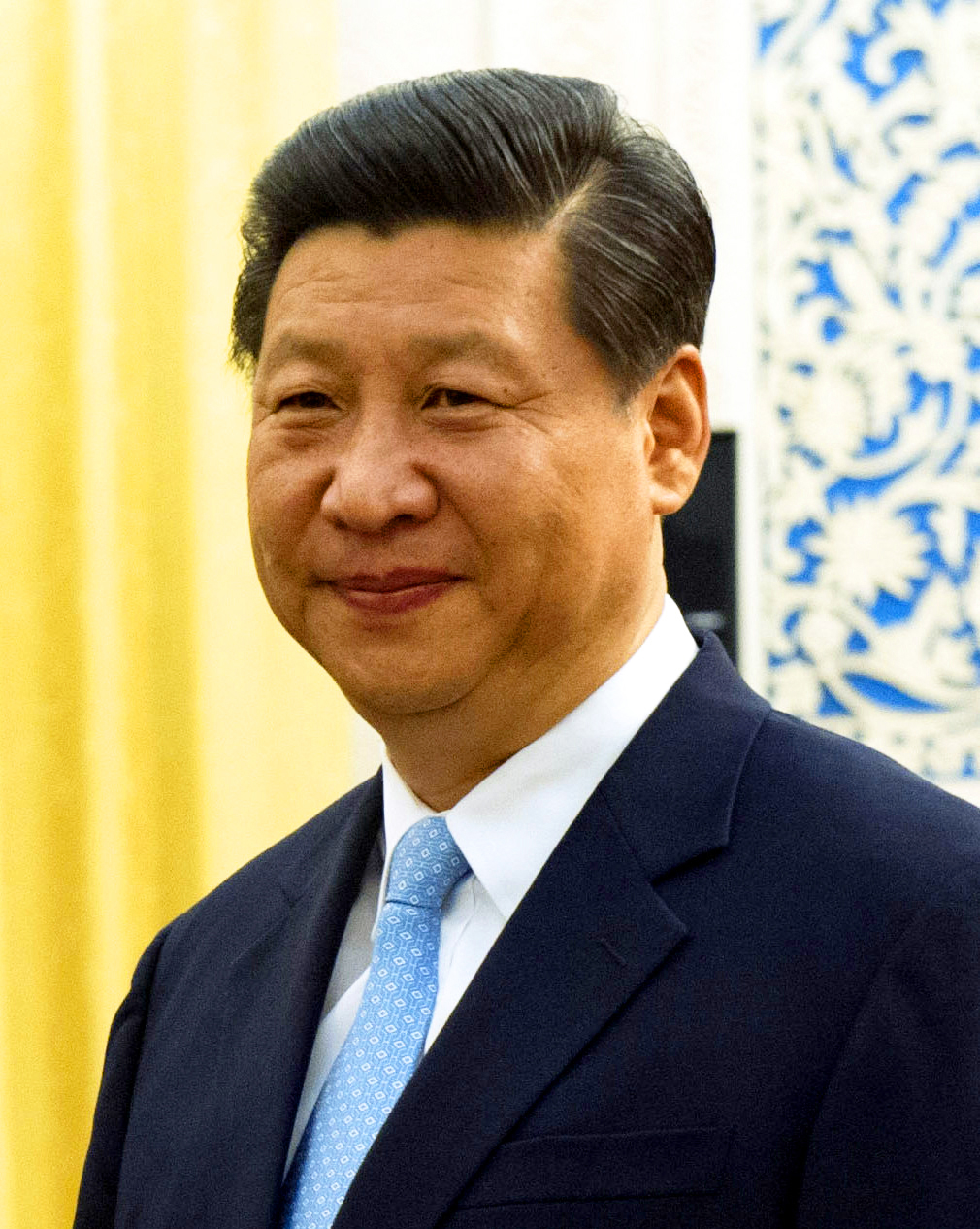
الصين شي جين بينغ ، الرئيس
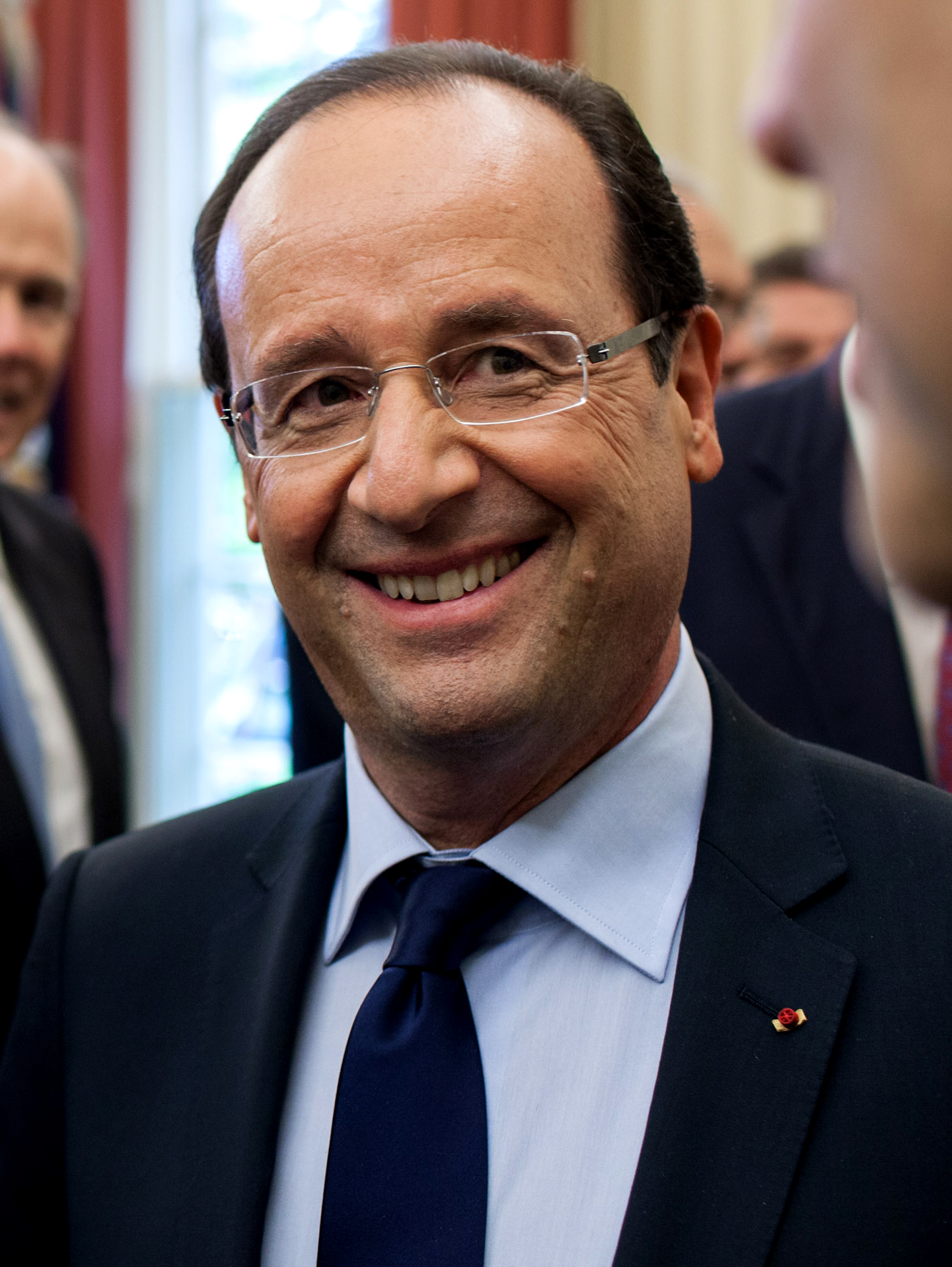
فرنسا فرانسوا أولاند ، الرئيس
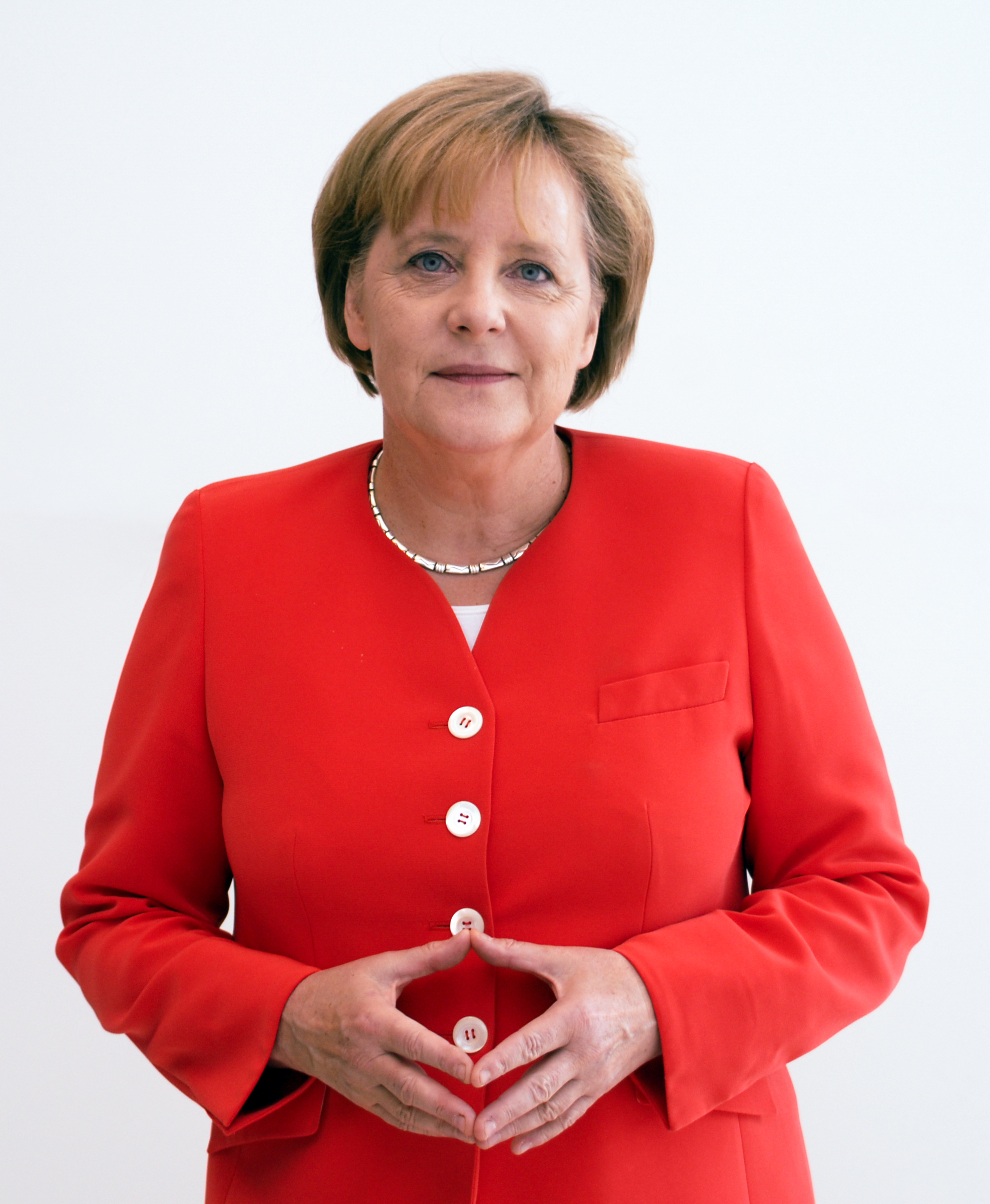
ألمانيا أنغيلا ميركل ، المستشار
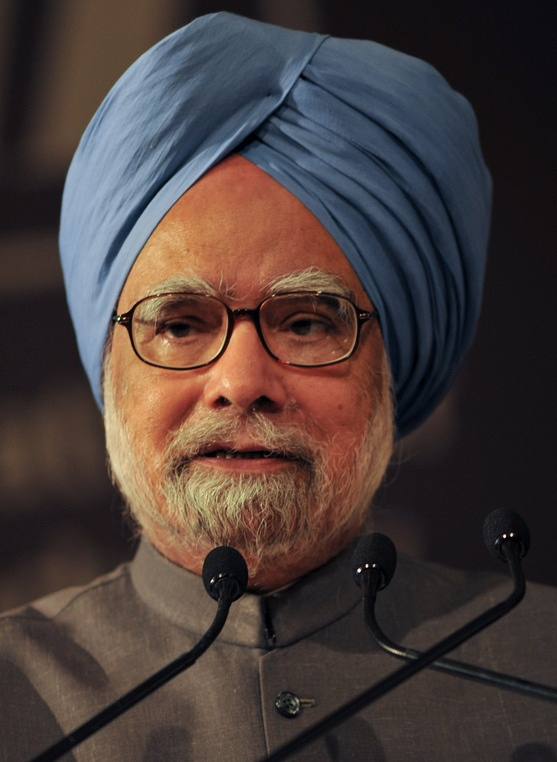
الهند مانموهان سينغ ، رئيس الوزراء
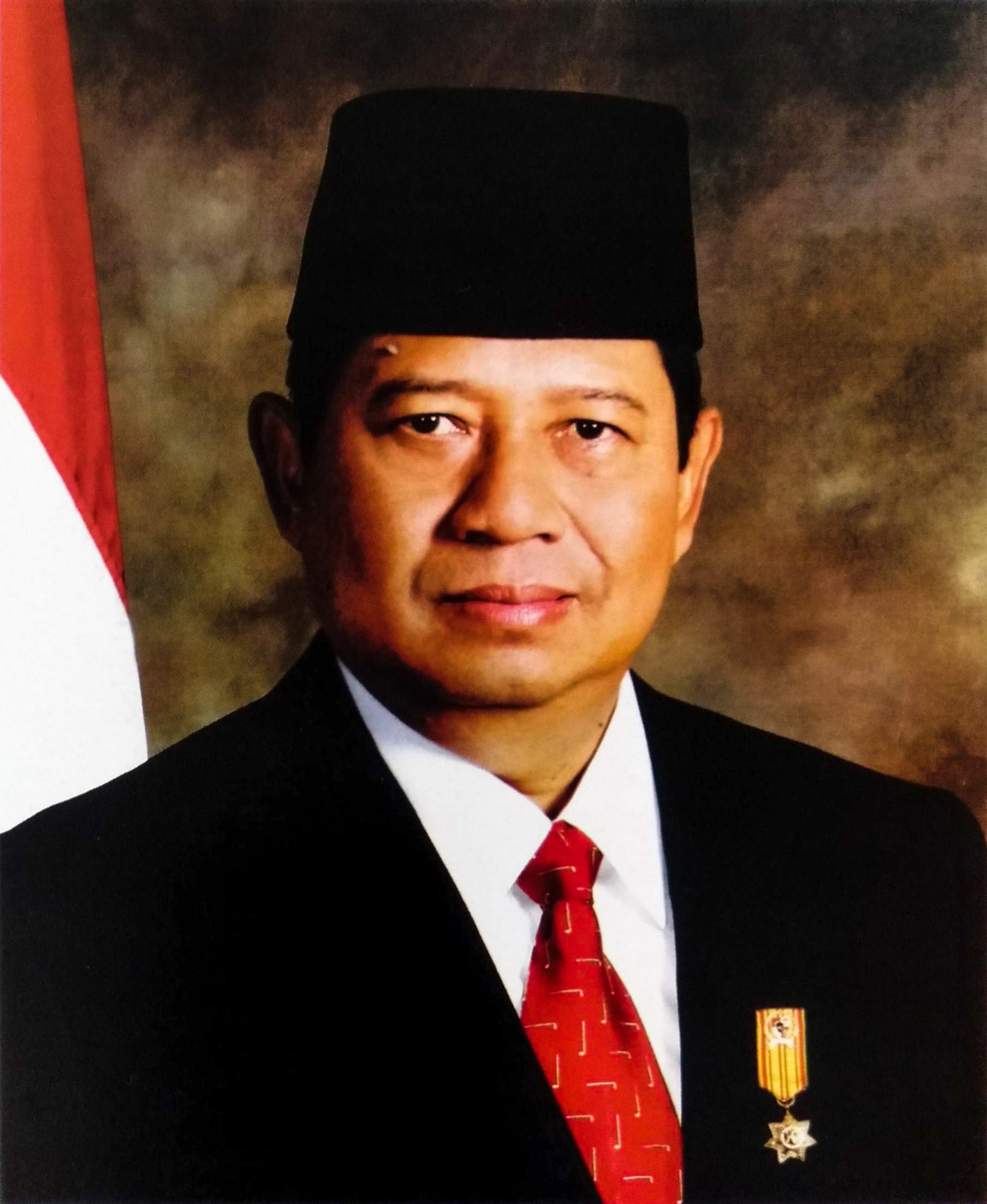
أندونيسيا سوسيلو بانبانغ يودهونو ، الرئيس
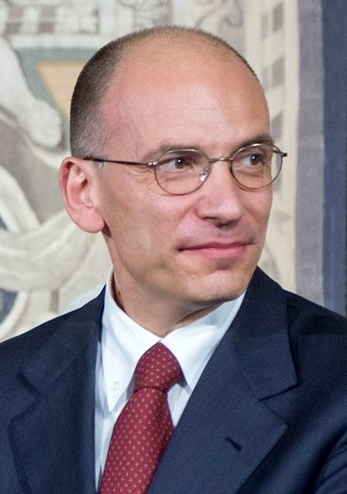
إيطاليا إنريكو ليتا ، رئيس الوزراء
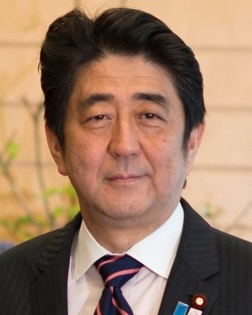
اليابان شينزو أبه ، رئيس الوزراء
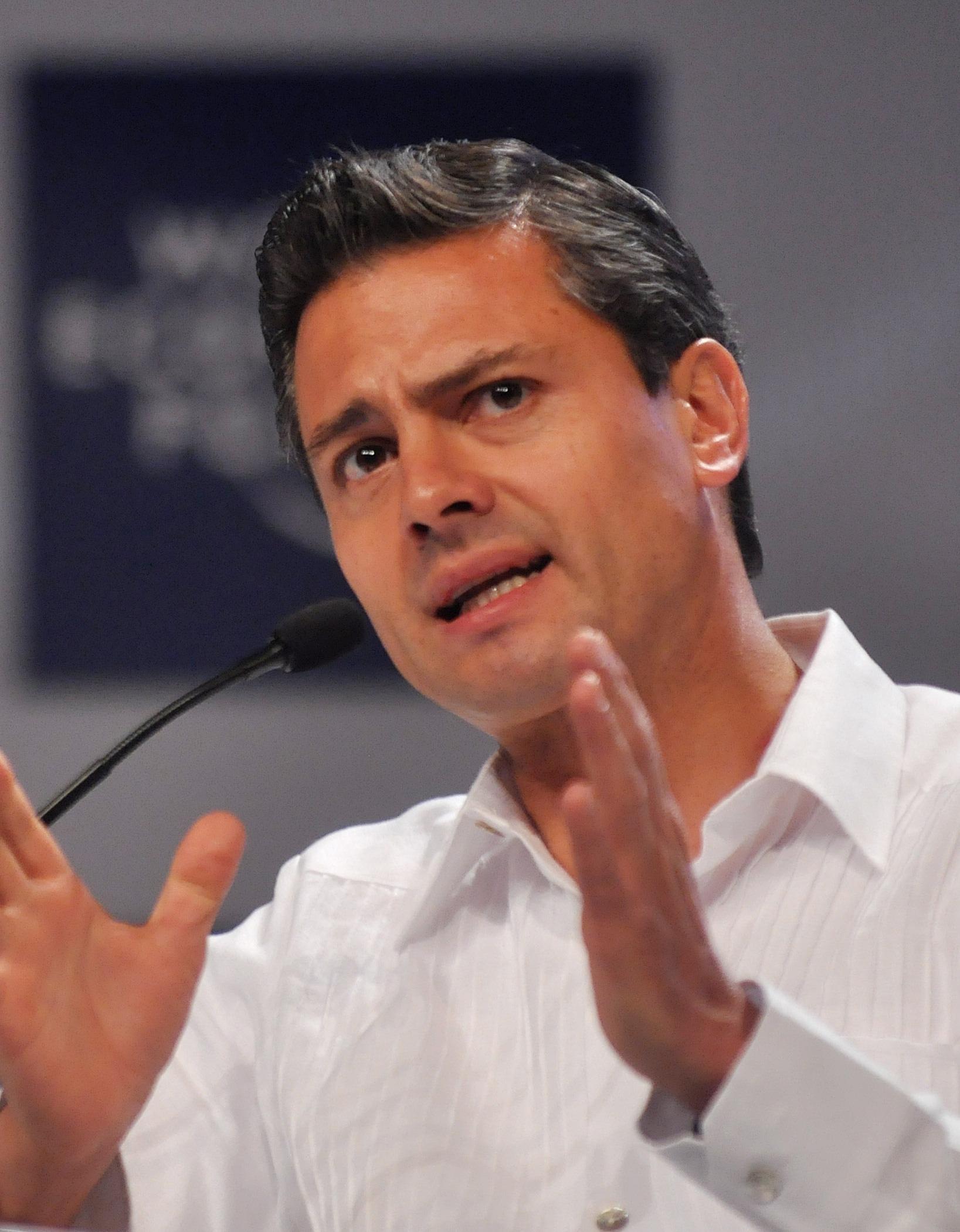
المكسيك إنريكه بينيا نييتو ، الرئيس
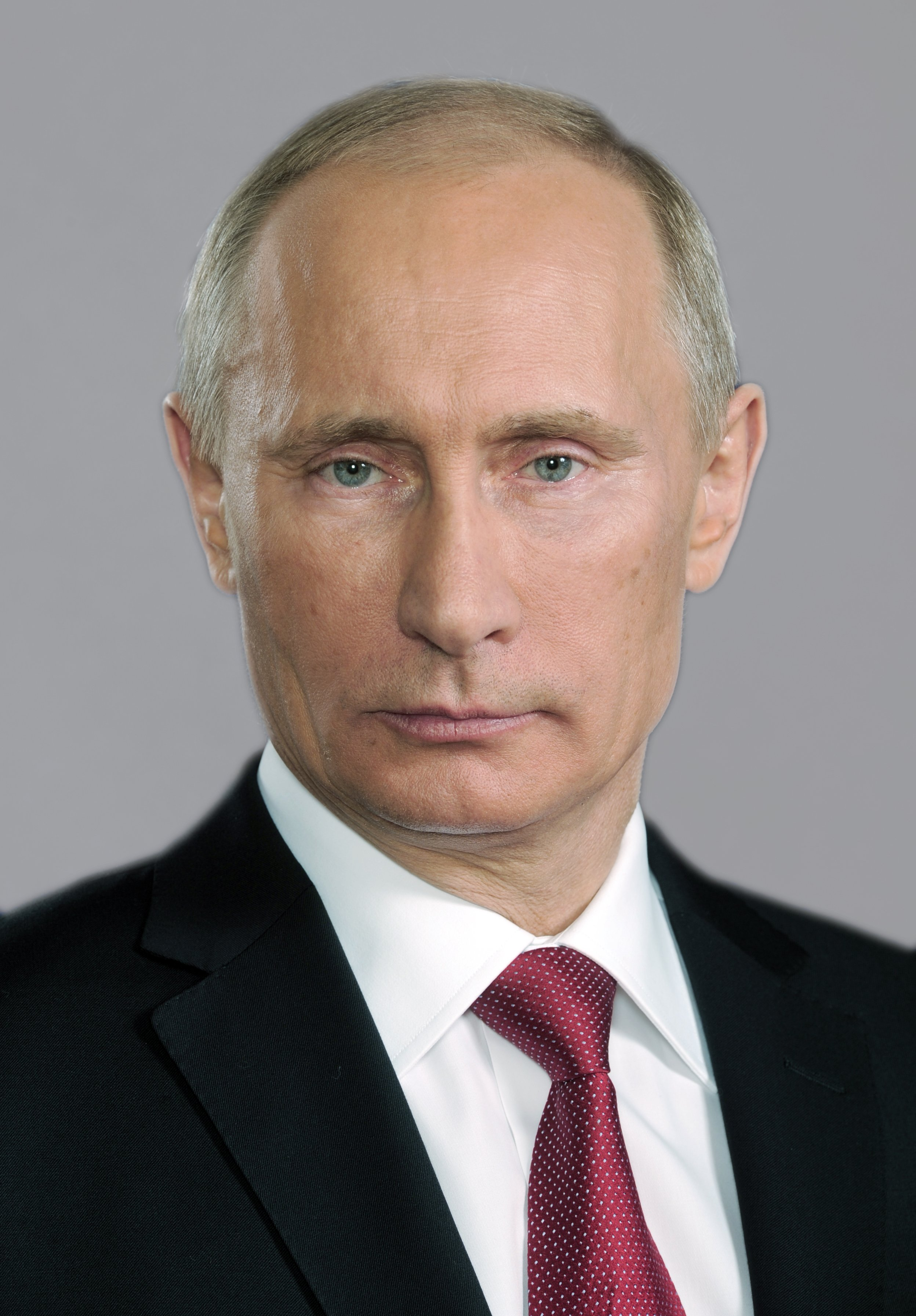
روسيا فلاديمير بوتين ، الرئيس
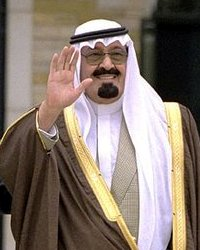
المملكة العربية السعودية عبد الله بن عبد العزيز آل سعود ، الملك
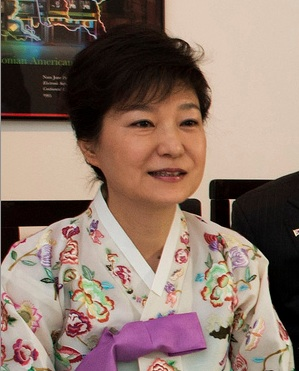
كوريا الجنوبية باك كون هيه ، الرئيس
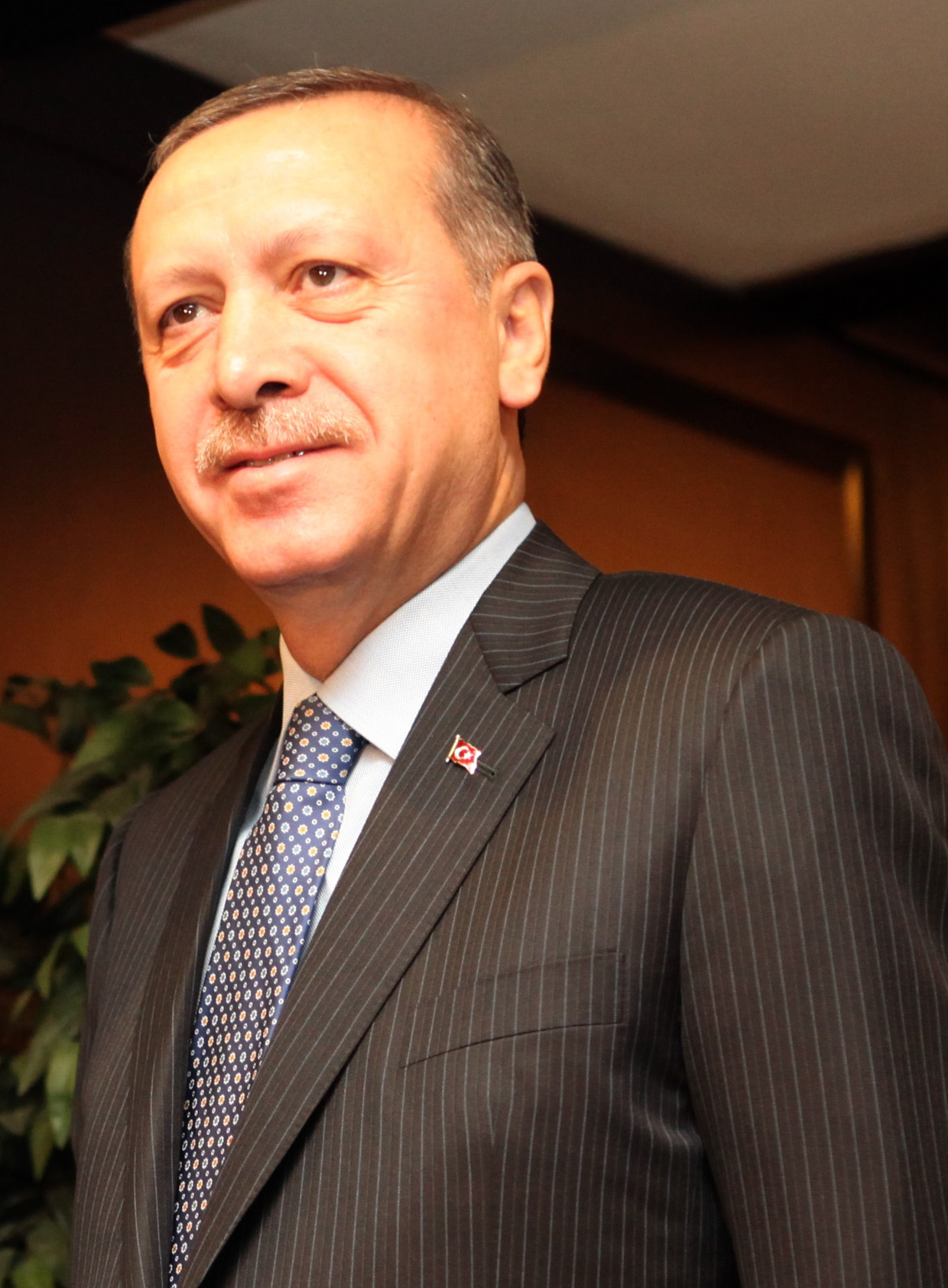
تركيا رجب طيب أردوغان ، رئيس الوزراء
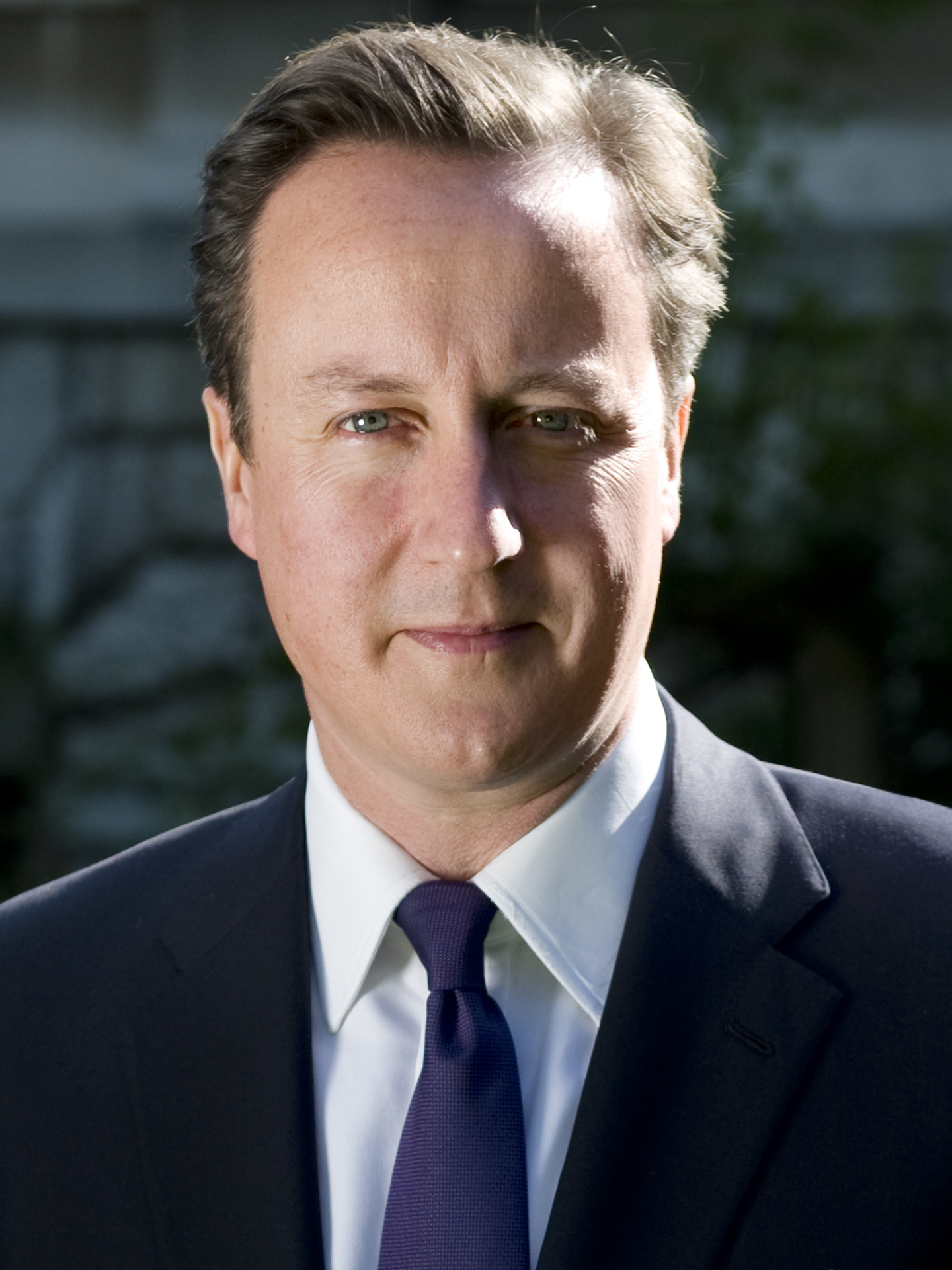
المملكة المتحدة ديفيد كاميرون ، رئيس الوزراء
الولايات المتحدة الأمريكية باراك أوباما ، الرئيس
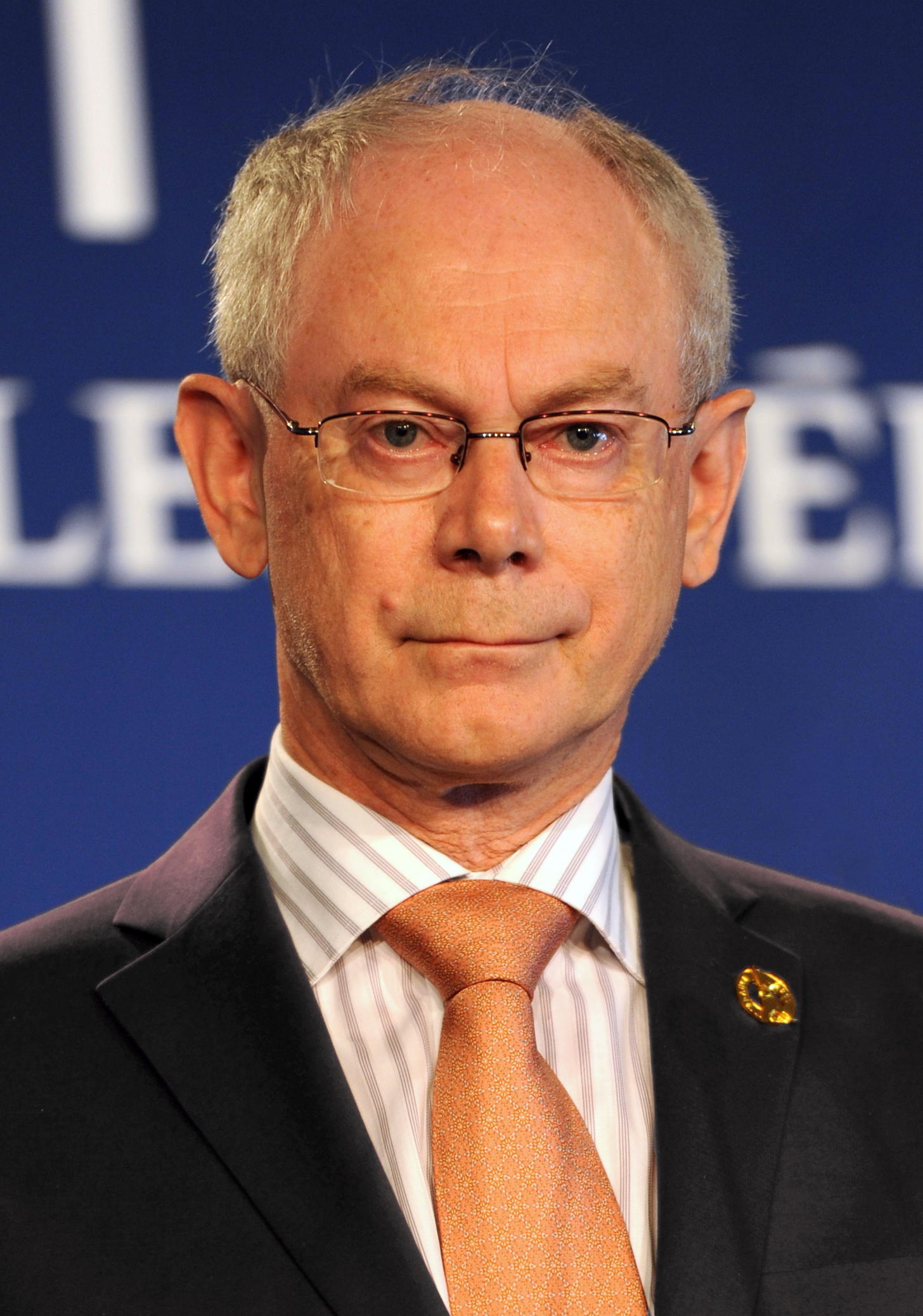
الإتحاد الأوروبي هيرمان فان رومبوي ، رئيس الإتحاد الأوروبي
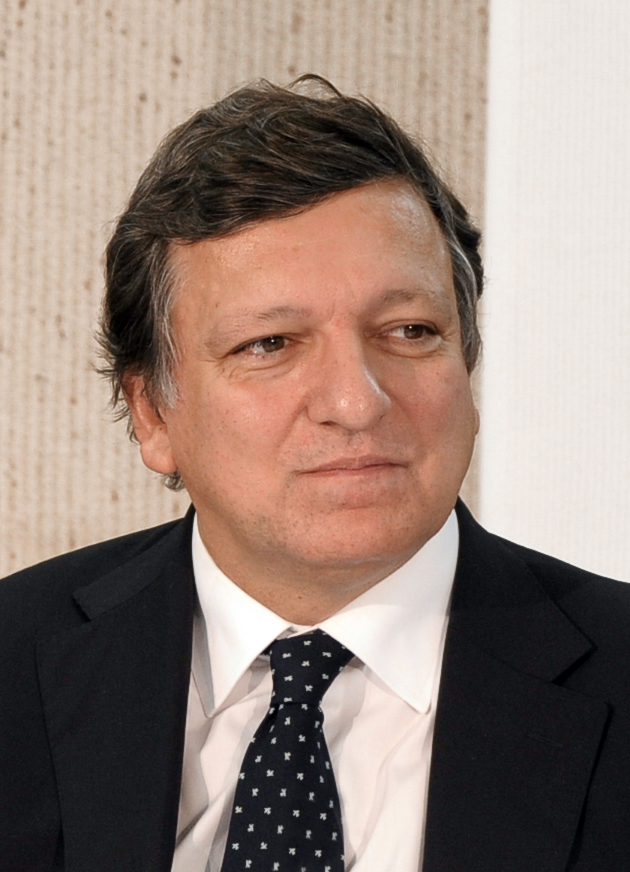
الإتحاد الأوروبي دوراو باروسو ، رئيس المفوضية الأوروبية